# Iranecio
Iranecio é um género botânico pertencente à família Asteraceae.